# Ekstraklasa w piłce nożnej (2014/2015)/Wyniki spotkań fazy finałowej

## Zestawienie wszystkich rozegranych meczów
Kliknięcie na wynik powoduje przejście do opisu danego spotkania.
|                       | GZA | JAG | LPO | LGD | LEG | POG | ŚLĄ | WKR |
| --------------------- | --- | --- | --- | --- | --- | --- | --- | --- |
| Górnik Zabrze         | –   |     | 1:6 | 0:1 |     | 2:0 |     |     |
| Jagiellonia Białystok | 3:2 | –   |     | 4:2 |     |     | 1:1 | 2:1 |
| Lech Poznań           |     | 1:3 | –   |     |     | 1:0 | 3:0 | 0:0 |
| Lechia Gdańsk         |     |     | 1:2 | –   | 0:0 |     |     | 2:2 |
| Legia Warszawa        | 2:0 | 1:0 | 1:2 |     | –   |     |     | 1:0 |
| Pogoń Szczecin        |     | 1:3 |     | 1:3 | 0:1 | –   |     |     |
| Śląsk Wrocław         | 1:1 |     |     | 1:0 | 1:1 | 2:1 | –   |     |
| Wisła Kraków          | 4:1 |     |     |     |     | 2:2 | 0:1 | –   |

|                            | CRA | BEŁ | GKŁ | KOR | PIA | POD | RCH | ZAW |
| -------------------------- | --- | --- | --- | --- | --- | --- | --- | --- |
| Cracovia                   | –   | 1:1 |     | 1:1 |     |     | 1:0 | 3:1 |
| GKS Bełchatów              |     | –   |     | 2:2 |     | 0:2 |     | 1:4 |
| Górnik Łęczna              | 0:3 | 1:0 | –   |     |     |     | 0:1 |     |
| Korona Kielce              |     |     | 1:3 | –   | 2:1 | 3:1 | 0:2 |     |
| Piast Gliwice              | 0:3 | 6:3 | 2:3 |     | –   | 2:1 |     |     |
| Podbeskidzie Bielsko-Biała | 0:3 |     | 1:0 |     |     | –   | 0:2 | 2:2 |
| Ruch Chorzów               |     | 2:4 |     |     | 1:1 |     | –   | 3:2 |
| Zawisza Bydgoszcz          |     |     | 1:1 | 3:1 | 0:0 |     |     | –   |

Drużyna gospodarzy jest wymieniona po lewej stronie tabeli.

Kolory: Niebieski = wygrana gospodarzy; Biały = remis; Czerwony = zwycięstwo gości.

## Runda finałowa (8 maja – 7 czerwca)
Źródło 1:
Źródło 2:
Źródło 3:
Źródło 4:

### 31. kolejka (8 maja – 11 maja)

#### Grupa A
| 8 maja 2015 | Jagiellonia Białystok | 1:1   | Śląsk Wrocław                            |                                                                                |
| 20:30       | P. Frankowski 46'     | (0:0) | 55' Pich                                 | Stadion Miejski, Białystok Widzów: 11 416 Sędzia: Daniel Stefański (Bydgoszcz) |
| 20:30       | Tarasovs 87'          | (0:0) | 26' Pawelec · 33' Zieliński · 49' Machaj | Stadion Miejski, Białystok Widzów: 11 416 Sędzia: Daniel Stefański (Bydgoszcz) |

| 9 maja 2015 | Legia Warszawa                          | 1:2   | Lech Poznań                                                               |                                                                                    |
| 15:30       | Vrdoljak 54'                            | (0:0) | 47' Jevtić · 49' Linetty                                                  | Stadion Wojska Polskiego, Warszawa Widzów: 25 037 Sędzia: Szymon Marciniak (Płock) |
| 15:30       | Kucharczyk 67' · Astiz 68' · Duda 90+2' | (0:0) | 44' Kędziora · 51' M. Kamiński · 71' Arajuuri · 82' Sadajew · 86' Linetty | Stadion Wojska Polskiego, Warszawa Widzów: 25 037 Sędzia: Szymon Marciniak (Płock) |

| 9 maja 2015 | Pogoń Szczecin                           | 1:3   | Lechia Gdańsk                             | |
| 18:00       | Zwoliński 16'                            | (1:0) | 62' Čolak · 65' (k.) Vranješ · 73' Gérson | Stadion Miejski im. Floriana Krygiera, Szczecin Widzów: 6458 Sędzia: Mariusz Złotek (Stalowa Wola) |
| 18:00       | Nunes 43' · Matras 64' · Janukiewicz 86' | (1:0) |                                           | Stadion Miejski im. Floriana Krygiera, Szczecin Widzów: 6458 Sędzia: Mariusz Złotek (Stalowa Wola) |

| 9 maja 2015 | Wisła Kraków                                            | 4:1   | Górnik Zabrze |                                                                                           |
| 20:30       | Boguski 5' · Garguła 46' · Burliga 50' · Pa. Brożek 66' | (1:1) | 2' Gergel     | Stadion Miejski im. Henryka Reymana, Kraków Widzów: 8724 Sędzia: Marcin Borski (Warszawa) |

#### Grupa B
| 8 maja 2015 | Korona Kielce                                | 0:2   | Ruch Chorzów                    |                                                                         |
| 18:00       |                                              | (0:1) | 45+1' Starzyński · 83' Zieńczuk | Kolporter Arena, Kielce Widzów: 5531 Sędzia: Bartosz Frankowski (Toruń) |
| 18:00       | Jovanović 29' · Golański 83' · Porcellis 85' | (0:1) | 71' Kuświk                      | Kolporter Arena, Kielce Widzów: 5531 Sędzia: Bartosz Frankowski (Toruń) |

| 10 maja 2015 | Podbeskidzie Bielsko-Biała                                | 2:2   | Zawisza Bydgoszcz          |                                                                                   |
| 15:30        | Chmiel 76' · Iwański 88' (k.)                             | (0:0) | 52' Majeuski · 89' Barišić | Stadion Miejski, Bielsko-Biała Widzów: 3677 Sędzia: Tomasz Kwiatkowski (Warszawa) |
| 15:30        | Tomasik 37' · Konieczny 51' · Kolčák 66' · Górkiewicz 81' | (0:0) | 87' Majeuski               | Stadion Miejski, Bielsko-Biała Widzów: 3677 Sędzia: Tomasz Kwiatkowski (Warszawa) |

| 10 maja 2015 | Cracovia      | 1:1   | GKS Bełchatów               |                                                                                          |
| 18:00        | Jendrišek 12' | (1:0) | 86' Piech                   | Stadion Cracovii im. Józefa Piłsudskiego, Kraków Widzów: 5209 Sędzia: Paweł Gil (Lublin) |
| 18:00        | Polczak 85'   | (1:0) | 46' Mójta · 90+2' Małkowski | Stadion Cracovii im. Józefa Piłsudskiego, Kraków Widzów: 5209 Sędzia: Paweł Gil (Lublin) |

| 11 maja 2015 | Piast Gliwice                                      | 2:3   | Górnik Łęczna                        |                                                                      |
| 18:00        | Horváth 32' · Wilczek 47' (k.)                     | (1:0) | 52' Černych · 54' Božok · 79' Hasani | Stadion Miejski, Gliwice Widzów: 3647 Sędzia: Tomasz Musiał (Kraków) |
| 18:00        | Hanzel 19' · Podgórski 35' · Osyra 45' · Badía 83' | (1:0) | 25' Mráz · 43' Božok                 | Stadion Miejski, Gliwice Widzów: 3647 Sędzia: Tomasz Musiał (Kraków) |

### 32. kolejka (15 maja – 17 maja)

#### Grupa A
| 15 maja 2015 | Lechia Gdańsk                        | 2:2   | Wisła Kraków                 |                                                                       |
| 20:30        | Makuszewski 37' · Friesenbichler 73' | (1:0) | 60' Boguski · 69' Barrientos | PGE Arena, Gdańsk Widzów: 18 032 Sędzia: Daniel Stefański (Bydgoszcz) |
| 20:30        | Wojtkowiak 44'                       | (1:0) | 51' Dudka · 75' Jović        | PGE Arena, Gdańsk Widzów: 18 032 Sędzia: Daniel Stefański (Bydgoszcz) |

| 17 maja 2015 | Górnik Zabrze          | 2:0   | Pogoń Szczecin |                                                                                     |
| 15:30        | Gergel 58' · Madej 78' | (0:0) |                | Stadion im. Ernesta Pohla, Zabrze Widzów: 3000 Sędzia: Jarosław Przybył (Kluczbork) |
| 15:30        | Grendel 90+2'          | (0:0) |                | Stadion im. Ernesta Pohla, Zabrze Widzów: 3000 Sędzia: Jarosław Przybył (Kluczbork) |

| 17 maja 2015 | Lech Poznań                        | 1:3   | Jagiellonia Białystok          |                                                                           |
| 15:30        | Kownacki 52'                       | (0:0) | 60', 67' Tuszyński · 82' Gajos | INEA Stadion, Poznań Widzów: 22 515 Sędzia: Mariusz Złotek (Stalowa Wola) |
| 15:30        | Kádár 14' · Jevtić 25' · Keïta 69' | (0:0) |                                | INEA Stadion, Poznań Widzów: 22 515 Sędzia: Mariusz Złotek (Stalowa Wola) |

| 17 maja 2015 | Śląsk Wrocław | 1:1   | Legia Warszawa                                                                      |                                                                             |
| 18:00        | F. Paixão 6'  | (1:1) | 34' Jodłowiec                                                                       | Stadion Wrocław, Wrocław Widzów: 15 768 Sędzia: Adam Lyczmański (Bydgoszcz) |
| 18:00        | Kaczmarek 51' | (1:1) | 36' Żyro · 45+2' Saganowski · 58', 66' Brzyski · 70' Furman · 73' Sá · 90+4' Malarz | Stadion Wrocław, Wrocław Widzów: 15 768 Sędzia: Adam Lyczmański (Bydgoszcz) |

#### Grupa B
| 15 maja 2015 | Zawisza Bydgoszcz                    | 3:1   | Korona Kielce |                                                                                              |
| 18:00        | Alvarinho 5', 10' (k.) · Barišić 45' | (3:0) | 56' Malarczyk | Stadion im. Zdzisława Krzyszkowiaka, Bydgoszcz Widzów: 4283 Sędzia: Szymon Marciniak (Płock) |
| 18:00        | S. Kamiński 49' · Wójcicki 72'       | (3:0) | 9' Klemenz    | Stadion im. Zdzisława Krzyszkowiaka, Bydgoszcz Widzów: 4283 Sędzia: Szymon Marciniak (Płock) |

| 16 maja 2015 | Górnik Łęczna | 0:3   | Cracovia                           |                                                                                |
| 15:30        |               | (0:2) | 20', 34' Cetnarski · 60' Budziński | Stadion Górnika Łęczna, Łęczna Widzów: 3086 Sędzia: Bartosz Frankowski (Toruń) |

| 16 maja 2015 | GKS Bełchatów                             | 0:2   | Podbeskidzie Bielsko-Biała              |                                                                     |
| 18:00        |                                           | (0:1) | 13' Śpiączka · 77' Kołodziej            | GIEKSA Arena, Bełchatów Widzów: 2340 Sędzia: Tomasz Musiał (Kraków) |
| 18:00        | Rachwał 21' · Szymański 34' · Zbozień 45' | (0:1) | 21' Śpiączka · 29' Konieczny · 53' Deja | GIEKSA Arena, Bełchatów Widzów: 2340 Sędzia: Tomasz Musiał (Kraków) |

| 16 maja 2015 | Ruch Chorzów                    | 1:1   | Piast Gliwice |                                                                  |
| 20:30        | Efir 60'                        | (0:1) | 19' Vassiljev | Stadion Miejski, Chorzów Widzów: 6735 Sędzia: Paweł Gil (Lublin) |
| 20:30        | 78' Horváth · 81' Rad. Murawski | (0:1) |               | Stadion Miejski, Chorzów Widzów: 6735 Sędzia: Paweł Gil (Lublin) |

### 33. kolejka (19 maja – 20 maja)

#### Grupa A
| 20 maja 2015 | Górnik Zabrze     | 0:1   | Lechia Gdańsk                      |                                                                                   |
| 18:00        |                   | (0:0) | 78' Mila                           | Stadion im. Ernesta Pohla, Zabrze Widzów: 3000 Sędzia: Bartosz Frankowski (Toruń) |
| 18:00        | Gergel 64', 90+1' | (0:0) | 80' Friesenbichler · 90+3' Leković | Stadion im. Ernesta Pohla, Zabrze Widzów: 3000 Sędzia: Bartosz Frankowski (Toruń) |

| 20 maja 2015 | Lech Poznań                          | 3:0   | Śląsk Wrocław |                                                                    |
| 18:00        | Kownacki 12' · S. Pawłowski 17', 28' | (3:0) |               | INEA Stadion, Poznań Widzów: 15 377 Sędzia: Tomasz Musiał (Kraków) |

| 20 maja 2015 | Legia Warszawa | 1:0   | Jagiellonia Białystok |                                                                              |
| 20:30        | Sá 90+8' (k.)  | (0:0) |                       | Stadion Wojska Polskiego, Warszawa Widzów: 17 977 Sędzia: Paweł Gil (Lublin) |
| 20:30        | Duda 90'       | (0:0) | 90+9' Straus          | Stadion Wojska Polskiego, Warszawa Widzów: 17 977 Sędzia: Paweł Gil (Lublin) |

| 20 maja 2015 | Wisła Kraków               | 2:2   | Pogoń Szczecin                        |                                                                                               |
| 20:30        | Štilić 43' · Stępiński 86' | (1:0) | Frączczak 58' · Raf. Murawski 90+4'   | Stadion Miejski im. Henryka Reymana, Kraków Widzów: 8445 Sędzia: Daniel Stefański (Bydgoszcz) |
| 20:30        | Štilić 73' · Dudka 83'     | (1:0) | 30' Golla · 68' Matras · 79' Rogalski | Stadion Miejski im. Henryka Reymana, Kraków Widzów: 8445 Sędzia: Daniel Stefański (Bydgoszcz) |

#### Grupa B
| 19 maja 2015 | Korona Kielce   | 1:3   | Górnik Łęczna                                  |                                                                          |
| 18:00        | Kiełb 76'       | (0:2) | 2' Hasani · 34' Nikitović · 82' Černych        | Kolporter Arena, Kielce Widzów: 4569 Sędzia: Krzysztof Jakubik (Siedlce) |
| 18:00        | Luís Carlos 85' | (0:2) | 57' Nikitović · 76', 85' Bielák · 79' Pruchnik | Kolporter Arena, Kielce Widzów: 4569 Sędzia: Krzysztof Jakubik (Siedlce) |

| 19 maja 2015 | Podbeskidzie Bielsko-Biała | 0:2   | Ruch Chorzów                  |                                                                              |
| 18:00        |                            | (0:0) | 52' Grodzicki · 61' Gigołajew | Stadion Miejski, Bielsko-Biała Widzów: 4563 Sędzia: Marcin Borski (Warszawa) |
| 18:00        | Chmiel 87'                 | (0:0) |                               | Stadion Miejski, Bielsko-Biała Widzów: 4563 Sędzia: Marcin Borski (Warszawa) |

| 19 maja 2015 | Cracovia                                      | 3:1   | Zawisza Bydgoszcz |                                                                                                |
| 20:30        | Jendrišek 56' · Rakels 58' · Budziński 77'    | (0:0) | 90+1' Świerczok   | Stadion Cracovii im. Józefa Piłsudskiego, Kraków Widzów: 5142 Sędzia: Szymon Marciniak (Płock) |
| 20:30        | Deleu 28' · A. Marciniak 65' · Sretenović 73' | (0:0) | 88' Smektała      | Stadion Cracovii im. Józefa Piłsudskiego, Kraków Widzów: 5142 Sędzia: Szymon Marciniak (Płock) |

| 19 maja 2015 | Piast Gliwice                                        | 6:3   | GKS Bełchatów                                |                                                                             |
| 20:30        | Vassiljev 5', 7' · Wilczek 61', 70', 81' (k.), 90+1' | (2:1) | 13' (k.) Piech · 90' Wroński · 90+3' Zbozień | Stadion Miejski, Gliwice Widzów: 3238 Sędzia: Tomasz Kwiatkowski (Warszawa) |
| 20:30        | 65' Telichowski                                      | (2:1) |                                              | Stadion Miejski, Gliwice Widzów: 3238 Sędzia: Tomasz Kwiatkowski (Warszawa) |

### 34. kolejka (22 maja – 25 maja)

#### Grupa A
| 23 maja 2015 | Śląsk Wrocław                | 1:1   | Górnik Zabrze |                                                                           |
| 15:30        | M. Paixão 49'                | (0:0) | 89' Iwan      | Stadion Wrocław, Wrocław Widzów: 5875 Sędzia: Krzysztof Jakubik (Siedlce) |
| 15:30        | Zieliński 19' · Machaj 90+1' | (0:0) | 89' Iwan      | Stadion Wrocław, Wrocław Widzów: 5875 Sędzia: Krzysztof Jakubik (Siedlce) |

| 23 maja 2015 | Pogoń Szczecin | 0:1   | Legia Warszawa                    |                                                                                                   |
| 18:00        |                | (0:0) | 76' Sá                            | Stadion Miejski im. Floriana Krygiera, Szczecin Widzów: 8158 Sędzia: Jarosław Przybył (Kluczbork) |
| 18:00        | Rudol 41'      | (0:0) | 34' Masłowski · 48' Broź · 50' Sá | Stadion Miejski im. Floriana Krygiera, Szczecin Widzów: 8158 Sędzia: Jarosław Przybył (Kluczbork) |

| 23 maja 2015 | Jagiellonia Białystok            | 2:1   | Wisła Kraków  |                                                                                 |
| 20:30        | Tuszyński 87' · J. Pawłowski 89' | (0:1) | 42' Jankowski | Stadion Miejski, Białystok Widzów: 16 553 Sędzia: Tomasz Kwiatkowski (Warszawa) |
| 20:30        | Pazdan 88'                       | (0:1) |               | Stadion Miejski, Białystok Widzów: 16 553 Sędzia: Tomasz Kwiatkowski (Warszawa) |

| 24 maja 2015 | Lechia Gdańsk                                   | 1:2   | Lech Poznań                                  |                                                                   |
| 18:00        | Vranješ 90+1' (k.)                              | (0:1) | 30' Hämäläinen · 74' S. Pawłowski            | PGE Arena, Gdańsk Widzów: 23 921 Sędzia: Szymon Marciniak (Płock) |
| 18:00        | Friesenbichler 58' · Vranješ 90+2' · Mila 90+5' | (0:1) | 36' Sadajew · 90+1' Formella · 90+2' Douglas | PGE Arena, Gdańsk Widzów: 23 921 Sędzia: Szymon Marciniak (Płock) |

#### Grupa B
| 22 maja 2015 | Zawisza Bydgoszcz                          | 1:1   | Górnik Łęczna |                                                                                                   |
| 18:00        | Alvarinho 14'                              | (1:0) | 85' Nikitović | Stadion im. Zdzisława Krzyszkowiaka, Bydgoszcz Widzów: 2843 Sędzia: Mariusz Złotek (Stalowa Wola) |
| 18:00        | Ziajka 44' · Barišić 87' · S. Kamiński 89' | (1:0) | 82' Josu      | Stadion im. Zdzisława Krzyszkowiaka, Bydgoszcz Widzów: 2843 Sędzia: Mariusz Złotek (Stalowa Wola) |

| 22 maja 2015 | Cracovia                   | 1:1   | Korona Kielce   |                                                                                                |
| 20:30        | Rakels 16' (k.)            | (1:1) | 21' Sylwestrzak | Stadion Cracovii im. Józefa Piłsudskiego, Kraków Widzów: 6137 Sędzia: Marcin Borski (Warszawa) |
| 20:30        | Čovilo 27' · Zjawiński 76' | (1:1) | 27' Sylwestrzak | Stadion Cracovii im. Józefa Piłsudskiego, Kraków Widzów: 6137 Sędzia: Marcin Borski (Warszawa) |

| 24 maja 2015 | Piast Gliwice              | 2:1   | Podbeskidzie Bielsko-Biała |                                                                            |
| 15:30        | Hebert 44' · Vassiljev 76' | (1:0) | 90+3' I. Cissé             | Stadion Miejski, Gliwice Widzów: 4171 Sędzia: Daniel Stefański (Bydgoszcz) |
| 15:30        | Martínez 41'               | (1:0) | 43' Konieczny · 68' Demjan | Stadion Miejski, Gliwice Widzów: 4171 Sędzia: Daniel Stefański (Bydgoszcz) |

| 25 maja 2015 | Ruch Chorzów                                                           | 2:4   | GKS Bełchatów                          |                                                                          |
| 18:00        | Helik 58' · Baranowski 79' (sam.)                                      | (0:1) | 28', 63', 70', 90+3' Piech             | Stadion Miejski, Chorzów Widzów: 4309 Sędzia: Bartosz Frankowski (Toruń) |
| 18:00        | Grodzicki 30' · Kuświk 48' · Zieńczuk 64' · Helik 83' · Kowalski 90+4' | (0:1) | 8' Mi. Mak · 78' Rachwał · 80' Wroński | Stadion Miejski, Chorzów Widzów: 4309 Sędzia: Bartosz Frankowski (Toruń) |

### 35. kolejka (29 maja – 31 maja)

#### Grupa A
| 30 maja 2015 | Śląsk Wrocław | 1:0   | Lechia Gdańsk |                                                                             |
| 20:30        | F. Paixão 77' | (0:0) |               | Stadion Wrocław, Wrocław Widzów: 6986 Sędzia: Tomasz Kwiatkowski (Warszawa) |

| 31 maja 2015 | Jagiellonia Białystok                              | 3:2   | Górnik Zabrze                      |                                                                               |
| 15:30        | Grendel 28' (sam.) · Tuszyński 29' · Romanczuk 79' | (2:1) | 31' (sam.) Pazdan · 85' Skrzypczak | Stadion Miejski, Białystok Widzów: 15 553 Sędzia: Paweł Raczkowski (Warszawa) |
| 15:30        | 55' Gergel · 63' Jež · 69' Danch                   | (2:1) |                                    | Stadion Miejski, Białystok Widzów: 15 553 Sędzia: Paweł Raczkowski (Warszawa) |

| 31 maja 2015 | Legia Warszawa                                | 1:0   | Wisła Kraków                                      |                                                                                    |
| 15:30        | Rzeźniczak 60'                                | (0:0) |                                                   | Stadion Wojska Polskiego, Warszawa Widzów: 24 429 Sędzia: Szymon Marciniak (Płock) |
| 15:30        | Rzeźniczak 38' · Brzyski 74' · Saganowski 82' | (0:0) | 53' Jović · 59' Sadlok · 76' Dudka · 82' Guerrier | Stadion Wojska Polskiego, Warszawa Widzów: 24 429 Sędzia: Szymon Marciniak (Płock) |

| 31 maja 2015 | Lech Poznań                    | 1:0   | Pogoń Szczecin |                                                                           |
| 18:00        | Linetty 45+1'                  | (1:0) |                | INEA Stadion, Poznań Widzów: 27 538 Sędzia: Mariusz Złotek (Stalowa Wola) |
| 18:00        | 45' S. Murawski · 90' Akahoshi | (1:0) |                | INEA Stadion, Poznań Widzów: 27 538 Sędzia: Mariusz Złotek (Stalowa Wola) |

#### Grupa B
| 29 maja 2015 | Podbeskidzie Bielsko-Biała | 0:3   | Cracovia                |                                                                                 |
| 18:00        |                            | (0:0) | 73', 78', 90+2' Dialiba | Stadion Miejski, Bielsko-Biała Widzów: 4609 Sędzia: Krzysztof Jakubik (Siedlce) |
| 18:00        | Pazio 28' · Staňo 53'      | (0:0) | 61' Čovilo · 67' Deleu  | Stadion Miejski, Bielsko-Biała Widzów: 4609 Sędzia: Krzysztof Jakubik (Siedlce) |

| 29 maja 2015 | Korona Kielce                | 2:1   | Piast Gliwice |                                                                     |
| 20:30        | Trytko 36' · Jovanović 90+1' | (1:0) | 54' Moskwik   | Kolporter Arena, Kielce Widzów: 5408 Sędzia: Tomasz Musiał (Kraków) |
| 20:30        | Jovanović 65'                | (1:0) |               | Kolporter Arena, Kielce Widzów: 5408 Sędzia: Tomasz Musiał (Kraków) |

| 30 maja 2015 | Górnik Łęczna | 0:1   | Ruch Chorzów                      |                                                                                  |
| 15:30        |               | (0:0) | 52' Kuświk                        | Stadion Górnika Łęczna, Łęczna Widzów: 4209 Sędzia: Daniel Stefański (Bydgoszcz) |
| 15:30        | Mráz 18'      | (0:0) | 90+2' Putnocký · 90+5' Starzyński | Stadion Górnika Łęczna, Łęczna Widzów: 4209 Sędzia: Daniel Stefański (Bydgoszcz) |

| 30 maja 2015 | GKS Bełchatów | 1:4   | Zawisza Bydgoszcz                          |                                                                       |
| 18:00        | Małkowski 60' | (0:2) | 8' Mica · 11', 63' Barišić · 66' Świerczok | GIEKSA Arena, Bełchatów Widzów: 2813 Sędzia: Marcin Borski (Warszawa) |
| 18:00        | 17' Majeuski  | (0:2) |                                            | GIEKSA Arena, Bełchatów Widzów: 2813 Sędzia: Marcin Borski (Warszawa) |

### 36. kolejka (2 czerwca – 3 czerwca)

#### Grupa A
| 3 czerwca 2015 | Górnik Zabrze  | 1:6   | Lech Poznań                                                             |                                                                                     |
| 20:30          | Nowak 4'       | (1:4) | 9' S. Pawłowski · 12', 17' Hämäläinen · 30' Sadajew · 58', 90+1' Jevtić | Stadion im. Ernesta Pohla, Zabrze Widzów: 3000 Sędzia: Daniel Stefański (Bydgoszcz) |
| 20:30          | Gancarczyk 66' | (1:4) | 72' Linetty                                                             | Stadion im. Ernesta Pohla, Zabrze Widzów: 3000 Sędzia: Daniel Stefański (Bydgoszcz) |

| 3 czerwca 2015 | Lechia Gdańsk             | 0:0   | Legia Warszawa             |                                                                 |
| 20:30          |                           | (0:0) |                            | PGE Arena, Gdańsk Widzów: 24 678 Sędzia: Tomasz Musiał (Kraków) |
| 20:30          | Łukasik 72' · Čolak 90+5' | (0:0) | 70' Furman · 73' Jodłowiec | PGE Arena, Gdańsk Widzów: 24 678 Sędzia: Tomasz Musiał (Kraków) |

| 3 czerwca 2015 | Pogoń Szczecin | 1:3   | Jagiellonia Białystok                        |                                                                                               |
| 20:30          | Kun 70'        | (0:2) | 22' Tarasovs · 37' Tuszyński · 80' Świderski | Stadion Miejski im. Floriana Krygiera, Szczecin Widzów: 4125 Sędzia: Szymon Marciniak (Płock) |
| 20:30          | Golla 49'      | (0:2) | 82' Pawlik                                   | Stadion Miejski im. Floriana Krygiera, Szczecin Widzów: 4125 Sędzia: Szymon Marciniak (Płock) |

| 3 czerwca 2015 | Wisła Kraków                                              | 0:1   | Śląsk Wrocław |                                                                                                |
| 20:30          |                                                           | (0:0) | 78' Pich      | Stadion Miejski im. Henryka Reymana, Kraków Widzów: 11 221 Sędzia: Paweł Raczkowski (Warszawa) |
| 20:30          | Barrientos 38' · Uryga 44' · Burliga 45+1' · Głowacki 88' | (0:0) |               | Stadion Miejski im. Henryka Reymana, Kraków Widzów: 11 221 Sędzia: Paweł Raczkowski (Warszawa) |

#### Grupa B
| 2 czerwca 2015 | Cracovia                                                         | 1:0   | Ruch Chorzów               | |
| 20:30          | Polczak 20'                                                      | (1:0) |                            | Stadion Cracovii im. Józefa Piłsudskiego, Kraków Widzów: 7541 Sędzia: Tomasz Kwiatkowski (Warszawa) |
| 20:30          | Rakels 24' · Sretenović 67' · D. Dąbrowski 79' · Budziński 90+4' | (1:0) | 16' Gigołajew · 79' Kuświk | Stadion Cracovii im. Józefa Piłsudskiego, Kraków Widzów: 7541 Sędzia: Tomasz Kwiatkowski (Warszawa) |

| 2 czerwca 2015 | GKS Bełchatów                                              | 2:2   | Korona Kielce        |                                                                           |
| 20:30          | Wacławczyk 48' · Baranowski 90'                            | (0:1) | 21' Kiełb · 90' Kapo | GIEKSA Arena, Bełchatów Widzów: 2627 Sędzia: Jarosław Przybył (Kluczbork) |
| 20:30          | Poźniak 44' · Wroński 63' · Małkowski 67' · Baranowski 90' | (0:1) | 74' Jovanović        | GIEKSA Arena, Bełchatów Widzów: 2627 Sędzia: Jarosław Przybył (Kluczbork) |

| 2 czerwca 2015 | Podbeskidzie Bielsko-Biała           | 1:0   | Górnik Łęczna                              |                                                                              |
| 20:30          | Konieczny 90+3'                      | (0:0) |                                            | Stadion Miejski, Bielsko-Biała Widzów: 3738 Sędzia: Marcin Borski (Warszawa) |
| 20:30          | Pazio 85' · Tomasik 90' · Kolčák 90' | (0:0) | 59' Szmatiuk · 64' T. Nowak · 75' Pruchnik | Stadion Miejski, Bielsko-Biała Widzów: 3738 Sędzia: Marcin Borski (Warszawa) |

| 2 czerwca 2015 | Zawisza Bydgoszcz | 0:0   | Piast Gliwice |                                                                                                 |
| 20:30          |                   | (0:0) |               | Stadion im. Zdzisława Krzyszkowiaka, Bydgoszcz Widzów: 3322 Sędzia: Krzysztof Jakubik (Siedlce) |
| 20:30          | 87' Moskwik       | (0:0) |               | Stadion im. Zdzisława Krzyszkowiaka, Bydgoszcz Widzów: 3322 Sędzia: Krzysztof Jakubik (Siedlce) |

### 37. kolejka (5 czerwca – 7 czerwca)

#### Grupa A
| 7 czerwca 2015 | Jagiellonia Białystok                                                  | 4:2   | Lechia Gdańsk           |                                                                                |
| 18:00          | Tuszyński 79' (k.) · Modelski 89' · Romanczuk 90+3' · Gajos 90+4' (k.) | (0:1) | 42' Leković · 56' Čolak | Stadion Miejski, Białystok Widzów: 17 748 Sędzia: Daniel Stefański (Bydgoszcz) |
| 18:00          | P. Frankowski 33'                                                      | (0:1) | 36' Janicki · 53' Mila  | Stadion Miejski, Białystok Widzów: 17 748 Sędzia: Daniel Stefański (Bydgoszcz) |

| 7 czerwca 2015 | Lech Poznań  | 0:0   | Wisła Kraków              |                                                                      |
| 18:00          |              | (0:0) |                           | INEA Stadion, Poznań Widzów: 41 556 Sędzia: Szymon Marciniak (Płock) |
| 18:00          | Arajuuri 30' | (0:0) | 25' Guzmics · 39' Burliga | INEA Stadion, Poznań Widzów: 41 556 Sędzia: Szymon Marciniak (Płock) |

| 7 czerwca 2015 | Legia Warszawa                      | 2:0   | Górnik Zabrze |                                                                                      |
| 18:00          | Kucharczyk 15' · Magiera 56' (sam.) | (1:0) |               | Stadion Wojska Polskiego, Warszawa Widzów: 16 553 Sędzia: Bartosz Frankowski (Toruń) |
| 18:00          | 40' K. Nowak                        | (1:0) |               | Stadion Wojska Polskiego, Warszawa Widzów: 16 553 Sędzia: Bartosz Frankowski (Toruń) |

| 7 czerwca 2015 | Śląsk Wrocław           | 2:1   | Pogoń Szczecin           |                                                                           |
| 18:00          | F. Paixão 13', 69' (k.) | (1:0) | 56' Raf. Murawski        | Stadion Wrocław, Wrocław Widzów: 8135 Sędzia: Paweł Raczkowski (Warszawa) |
| 18:00          | Hołota 89'              | (1:0) | 38' Wojtkowski · 55' Kun | Stadion Wrocław, Wrocław Widzów: 8135 Sędzia: Paweł Raczkowski (Warszawa) |

#### Grupa B
| 5 czerwca 2015 | Górnik Łęczna                                                 | 1:0   | GKS Bełchatów             |                                                                                   |
| 20:30          | Hasani 23'                                                    | (1:0) |                           | Stadion Górnika Łęczna, Łęczna Widzów: 4269 Sędzia: Tomasz Kwiatkowski (Warszawa) |
| 20:30          | Božić 30' · Mierzejewski 33' · Szmatiuk 45' · Burkhardt 90+5' | (1:0) | 34' Rachwał · 70' Witasik | Stadion Górnika Łęczna, Łęczna Widzów: 4269 Sędzia: Tomasz Kwiatkowski (Warszawa) |

| 5 czerwca 2015 | Korona Kielce                         | 3:1   | Podbeskidzie Bielsko-Biała |                                                                            |
| 20:30          | Luís Carlos 31', 44' · Kiełb 66' (k.) | (2:1) | 45+1' Kołodziej            | Kolporter Arena, Kielce Widzów: 7736 Sędzia: Mariusz Złotek (Stalowa Wola) |
| 20:30          | Luís Carlos 45+1'                     | (2:1) | 86' Konieczny              | Kolporter Arena, Kielce Widzów: 7736 Sędzia: Mariusz Złotek (Stalowa Wola) |

| 5 czerwca 2015 | Piast Gliwice | 0:3   | Cracovia                                     |                                                                  |
| 20:30          |               | (0:1) | 14' Kapustka · 71' Jendrišek · 73' Zjawiński | Stadion Miejski, Gliwice Widzów: 4774 Sędzia: Paweł Gil (Lublin) |
| 20:30          | Horváth 88'   | (0:1) |                                              | Stadion Miejski, Gliwice Widzów: 4774 Sędzia: Paweł Gil (Lublin) |

| 5 czerwca 2015 | Ruch Chorzów                                                      | 3:2   | Zawisza Bydgoszcz         |                                                                        |
| 20:30          | Gigołajew 33' · Starzyński 58' (k.) · Višņakovs 70'               | (1:0) | 46' Barišić · 80' Drygas  | Stadion Miejski, Chorzów Widzów: 5120 Sędzia: Marcin Borski (Warszawa) |
| 20:30          | Grodzicki 64' · Oleksy 68', 90+3' · Babiarz 75' · Višņakovs 90+1' | (1:0) | 69' Drygas · 71' Majeuski | Stadion Miejski, Chorzów Widzów: 5120 Sędzia: Marcin Borski (Warszawa) |